# Nadeschda Wiktorowna Torlopowa
Nadeschda Wiktorowna Torlopowa (russisch Надежда Викторовна Торлопова; * 23. November 1978) ist eine russische Boxerin. Sie wurde 2010 Weltmeisterin der Amateurboxerinnen im Schwergewicht.

## Werdegang
Nadeschda Torlopowa stammt aus der Region Kostroma. Sie gehört der Sportorganisation „Jugend Russlands“ an und wird von E. Morosow und A.W. Koldorkin trainiert. Sie erreichte erst im Alter von fast dreißig Jahren die russische Spitzenklasse und wenig danach auch die Weltspitze der Amateurboxerinnen in der Schwergewichtsklasse.
Das erste Ergebnis, das von ihr bekannt ist, ist ein 3. Platz bei der russischen Meisterschaft der Frauen im Halbschwergewicht im Jahre 2007. Dort verlor sie im Halbfinale gegen Albina Wascheikina und belegte damit den 3. Platz. Im Jahre 2008 startete sie bei der russischen Meisterschaft im Schwergewicht, das in diesem Jahr sein Gewichtslimit ausnahmsweise bei 91 kg (sonst 86 kg) Körpergewicht hatte. Sie siegte dabei über Weronika Bischirowa durch Abbruch i.d. 2. Runde und verlor im Halbfinale gegen Irina Sinezkaja nach Punkten (26:38), womit sie wieder den 3. Platz belegte. Beim intern. Turnier in Stupino/Russland hatte sie dann ihren ersten Einsatz bei einer internationalen Veranstaltung. Sie bestritt dort den Endkampf gegen die Şemsi Yaralı aus der Türkei, die in diesem Jahre in Ningbo/China Weltmeisterin wurde und unterlag dieser knapp nach Punkten (9:12).
2009 wurde sie dann erstmals russische Meisterin im Schwergewicht und besiegte dabei im Halbfinale Zenfira Magamedalijewa und im Finale Daria Iwanowa jeweils durch Abbruch i.d. 1. Runde. Beim Ahmet-Cömert-Turnier im April 2009 in Istanbul siegte sie über Swapna Priwa aus Indien u. über Desislawa Lazarowa aus Bulgarien jeweils durch Abbruch i.d. 2. Runde, verlor aber im Finale gegen Şemsi Yaralı wieder nach Punkten (5:6). Bei der Europameisterschaft 2009 in Mykolajiw/Ukraine gelang ihr dann der erste große Erfolg in ihrer Laufbahn bei einer internationalen Meisterschaft. Sie siegte über Raluce Chis aus Rumänien durch Abbruch i.d. 1. Runde und schlug im Finale auch ihre zweimalige Bezwingerin Şemsi Yaralı durch Abbruch i.d. 3. Runde und wurde damit neue Europameisterin.
2010 wurde Nadeschda Torlopowa mit Siegen über Anna Melichowa und Albina Wascheikina wieder russische Meisterin im Schwergewicht. Sie siegte auch in den beiden internationalen Turnieren, dem Minoan-Cup in Heraklion/Griechenland, wo sie im Schwergewicht im Endkampf Anna Slowik aus Polen durch Abbruch i.d. 1. Runde schlug und beim Ladies-Nikolajew-City-Cup, wo sie im Finale Katerina Schambir aus der Ukraine durch Abbruch in der 2. Runde besiegte. Im September 2010 gelang es ihr dann bei der Weltmeisterschaft in Bridgetown/Barbados, den Titel im Schwergewicht mit Punktsiegen über Joseline Munyua, Kenia (16:1), Yuldus Mamutkulowa, Kasachstan (17:2) u. Li Yunfei, China (7:6) sowie einem Abbruchsieg in der 2. Runde im Endkampf über Katerina Kuchtsel aus der Ukraine den Weltmeistertitel zu erringen.
Im Jahre 2011 erschien Nadeschda Torlopowa überraschenderweise im Mittelgewicht. Sie blieb in dieser Gewichtsklasse ungeschlagen. Zunächst gewann sie im März 2011 in Ústí nad Labem ein Grand-Prix-Turnier und schlug dabei u. a. Lidia Fidura aus Polen (+1:1) und die mehrfache Weltmeisterin Maria Kovacs aus Ungarn (4:0). Im Mai dieses Jahres wurde sie russische Meisterin, wobei sie im Finale Irina Potejewa nach Punkten (16:9) besiegte. Zur Vorbereitung auf die Europameisterschaft in Rotterdam bestritt sie im September 2011 ein Turnier in Nikolajew/Ukraine, bei dem sie ebenfalls siegte. Sie schlug dabei u. a. ihre Landsfrau Swetlana Kossowa (16:13) und Anna Laurell aus Schweden (14:9) nach Punkten. Bei der Europameisterschaft kam sie zu Siegen über Lotte Lien, Norwegen (7:2), Anna Laurell (15:10), Lilija Durnjewa, Ukraine (21:10) und Nouchka Fontijn, Niederlande (13:11) und holte sich damit den Titel.
Bei der Weltmeisterschaft 2012 in Qinhuangdao/China startete sie wieder im Mittelgewicht. Sie konnte dort aber den Titelgewinn von 2010 nicht wiederholen, denn sie verlor gegen die Engländerin Savannah Marshall im Halbfinale nach Punkten (10:18). In London gewann sie bei den Olympischen Spielen 2012 die Silbermedaille nach einer Finalniederlage gegen Claressa Shields.

## Internationale Erfolge
| Jahr | Platz  | Wettbewerb                           | Gewichtsklasse | Ergebnis |
| 2008 | 2.     | Intern. Turnier in Stupino/Russland  | Schwer         | nach Punktniederlage im Finale gegen Şemsi Yaralı, Türkei (9:12) |
| 2009 | 2.     | Ahmet-Cömert-Turnier in Istanbul     | Schwer         | nach Abbruchsiegen i.d. 2. Runde über Swapna Priva, Indien u. Desislawa Lazarowa, Bulgarien u. einer Punktniederlage gegen Şemsi Yaralı (5:6)                                                                                           |
| 2009 | 1.     | Intern. Turnier in St. Petersburg    | Schwer         | nach einem Abbruchsieg i.d. 2. Runde im Finale über Aynur Rschajewa, Aserbaidschan |
| 2009 | 1.     | EM in Nikolajew/Ukraine              | Schwer         | nach Abbruchsieg in der 1. Runde über Raluce Chris, Rumänien, und Abbruchsieg in der 3. Runde über Şemsi Yaralı |
| 2009 | 1.     | Intern. Turnier in Astana            | Schwer         | nach Punktsieg im Finale über Jenny Lalremliani, Indien (4.0) |
| 2010 | 1.     | Minoan-Cup in Heraklion/Griechenland | Schwer         | nach Abbruchsieg in der 1. Runde über Anna Slowik, Polen |
| 2010 | 1.     | Ladies-Nikolajew-City-Cup            | Schwer         | nach kampflosem Sieg über Olena Klimowa, Ukraine u. Abbruchsieg in der 2. Runde über Katerina Schambir, Ukraine |
| 2010 | 1.     | WM in Bridgetown/Barbados            | Schwer         | nach Punktsiegen über Joseline Munyua, Kenia (16:1), Yuldus Mamatkulowa, Kasachstan (17:2) u. Li Yunfei, China (7:6) und einem Abbruchsieg in der 2. Runde über Katerina Kuchtsel, Ukraine                                              |
| 2011 | 1.     | 42. Grand-Prix in Ústí nad Labem     | Mittel         | nach Punktsiegen über Lidia Fidura, Polen (+1:1) und Maria Kovacs, Ungarn (4:0) und einem Abbruchsieg in der 4. Runde über Naomi-Lee Fischer-Rasmussen, Australien                                                                      |
| 2011 | 1.     | Ladies-Nikolajew-City-Cup            | Mittel         | nach Punktsiegen über Naomi-Lee Fischer-Rasmussen (21:14), Swetlana Kossowa, Russland (16:13) und Anna Laurell, Schweden (14:9) |
| 2011 | 1.     | EM in Rotterdam                      | Mittel         | nach Punktsiegen über Lotte Lien, Norwegen (7:2), Anna Laurell (15:10), Lilija Durnjewa, Ukraine (21:11) und Nouchka Fontijn, Niederlande (13:11)                                                                                       |
| 2012 | 3.     | WM in Qinhuangdao/China              | Mittel         | nach Punktsieg über Edith Ogoke, Nigeria (25:10), RSC-Sieg in der 2. Runde über Naomi-Lee Fischer-Rasmussen, Australien, Punktsieg über Marina Wolnowa, Kasachstan (19:11) und Punktniederlage gegen Savannah Marshall, England (10:18) |
| 2012 | Silber | OS in London                         | Mittel         | nach Punktsiegen über Edith Ogoke, Nigeria (18:8) und Li Jinzi, China (12:10) sowie einer Punktniederlage gegen Claressa Shields (12:19)                                                                                                |

## Russische Meisterschaften
| Jahr | Platz | Gewichtsklasse | Ergebnis |
| 2007 | 3.    | Halbschwer     | nach Abbruchniederlage i.d. 2. Runde im Halbfinale gegen Albina Wascheikina                                            |
| 2008 | 3.    | Schwer         | nach Abbruchsieg i.d. 2. Runde über Weronika Bischirowa u. Punktniederlage im Halbfinale gegen Irina Sinezkaja (26:38) |
| 2009 | 1.    | Schwer         | nach Abbruchsiegen i.d. 1. Runde über Zenfira Magamedalijewa u. Darija Iwanowa                                         |
| 2010 | 1.    | Schwer         | nach Abbruchsieg i.d. 1. Runde über Anna Melichowa u. Punktsieg über Albina Wascheikina (7:1)                          |
| 2011 | 1.    | Mittel         | nach Abbruchsieg i.d. 1. Runde über Maria Ikojewa und einem Punktsieg über Irina Potejewa (16:9)                       |

## Erläuterungen
- WM = Weltmeisterschaft, EM = Europameisterschaft
- Mittelgewicht, seit 2009 bis 75 kg; Halbschwergewicht, bis 2008 bis 80 kg, seit 2009 bis 81 kg Körpergewicht, Schwergewicht, bis 2008 bis 86 kg, in Ausnahmefällen bis 91 kg Körpergewicht, seit 2009 über 81 kg Körpergewicht